# Paracheilinus carpenteri
Paracheilinus carpenteri es una especie de peces de la familia Labridae en el orden de los Perciformes.

## Morfología
Los machos pueden llegar alcanzar los 8 cm de longitud total.

## Distribución geográfica
Se encuentra desde Filipinas hasta Taiwán, norte de Bali,  Flores y Tonga.